# Пицорне (Лука)
Пицорне је насеље у Италији у округу Лука, региону Тоскана.
Према процени из 2011. у насељу је живело 21 становника. Насеље се налази на надморској висини од 895 м.